# Gary J. Brink
Gary J. Brink ist ein US-amerikanischer Artdirector und Szenenbildner, der 1980 einen Oscar in der Kategorie Bestes Szenenbild gewann.

## Leben
Brink begann seine Laufbahn als Artdirektor und Szenenbildner in der Filmwirtschaft Hollywoods 1973 bei dem Film Wie ein Panther in der Nacht und wirkte bis 1999 an der szenischen Ausstattung von achtzehn Filmen mit.
Bei der Oscarverleihung 1980 gewann er mit Tony Walton, Philip Rosenberg und Edward Stewart den Oscar in der Kategorie Bestes Szenenbild für Hinter dem Rampenlicht (1979) von Bob Fosse mit Roy Scheider, Jessica Lange und Leland Palmer.

## Filmografie (Auswahl)
- 1973: Wie ein Panther in der Nacht (Badge 373)
- 1979: Hinter dem Rampenlicht (All That Jazz)
- 1980: Dressed to Kill
- 1981: Der Augenzeuge (Eyewitness)
- 1983: Lovesick – Der liebeskranke Psychiater (Lovesick)
- 1985: Die Himmelsstürmer (Heaven Help Us)
- 1989: Family Business
- 1990: Tödliche Fragen (Q&A)
- 1992: Sanfte Augen lügen nicht (A Stranger Among Us)
- 1999: Music of the Heart

## Auszeichnungen
- 1980: Oscar in der Kategorie Bestes Szenenbild für Hinter dem Rampenlicht